# Tatort: Ausweglos
Ausweglos ist eine Folge der deutschen Fernsehkrimireihe Tatort aus dem Jahr 2008. Der Film des Mitteldeutschen Rundfunks wurde am 6. Juli 2008 erstmals im Ersten ausgestrahlt. Es handelt sich um die 701. Tatort-Folge und um den zweiten Fall mit dem Leipziger Ermittlerduo Saalfeld und Keppler. Der Mord an einer jungen Frau konfrontiert die Kommissare mit dem Thema illegale Leihmutterschaft.

## Handlung
Eine junge Frau wird in der Nähe des Stadtparks neben Recyclingcontainern tot aufgefunden. Mithilfe des Hochzeitsdatums aus ihrem Ehering kann die Identität ermittelt werden. Es handelt sich um Susanne Körting, die seit kurzem von ihrem Mann getrennt lebt. Der Pathologe stellt massive Schädelverletzungen fest, an denen sie auch gestorben ist. Überraschender ist jedoch die Feststellung, dass sie vor kurzem entbunden und auch gestillt haben muss. Als der Ehemann danach befragt wird, gibt er an, es gäbe kein Kind, da es bei der Geburt gestorben sei. Für die Tatzeit kann er ein Alibi vorweisen.
Keppler erkundigt sich bei Dr. Wagner, Susanne Körtings Frauenarzt, der jedoch angibt, nichts von einer Schwangerschaft gewusst zu haben. Saalfeld ist davon überzeugt, dass es ein Kind geben muss, das möglicherweise entführt wurde. Da sie selbst vor geraumer Zeit ihr Kind verloren hat, geht ihr dieser Fall besonders nah. Kurz darauf wird ein leerer Kinderwagen gefunden, der Blutspuren der Toten aufweist. Keppler gelingt es, das Geschäft ausfindig zu machen, in welchem der Wagen gekauft wurde und erfährt dort, dass Susanne Körting innerhalb kurzer Zeit zweimal den gleichen Kinderwagen gekauft hat.
Über das Finanzamt lässt sich die letzte Arbeitsstelle der Toten ermitteln. Dort erkundigen sich Saalfeld und Keppler über Susanne und erfahren dort, dass Peter Marquardt sie als Schwangerschaftsvertretung für seine Frau eingestellt hat. Da sie selbst schwanger war, hätte sie ihn dann beraten, einen Kinderwagen für seine Frau auszusuchen und zu kaufen. Bevor sie zu ihm kam, hätte sie bei einer Messebaufirma gearbeitet und dort wegen einer Affäre mit ihrem Chef die Arbeit aufgegeben. Saalfeld spricht mit Jörg Grabosch, der das Verhältnis zu seiner ehemaligen Sekretärin bestätigt. Für den Tatzeitpunkt kann auch er ein Alibi nachweisen.
Inzwischen wird eine weitere Frauenleiche gefunden, deren Identität sich ebenfalls nicht sofort ermitteln lässt. Der Haustürschlüssel, den sie bei sich trägt, ist registriert, so kann die dazugehörende Wohnung ermittelt werden. Als sich Saalfeld in der Wohnung umsieht, ist sie überrascht, dort Jörg Grabosch anzutreffen. Der gibt an, dass die Wohnung ihm gehöre und er sie an Susanne Körting vermietet hätte, da sie nach der Trennung von ihrem Mann eine Unterkunft brauchte. Er gibt zu, öfter mit ihr sexuellen Kontakt gehabt zu haben und als Gegenleistung dafür hätte ihr Mann Aufträge von ihm erhalten. Das Kind wäre allerdings nicht von ihm gewesen. Keppler findet heraus, dass es sich bei der zweiten Leiche um Karin Meckel handelt, die als Hebamme arbeitet und bei Susanne Körtings Frauenarzt angestellt ist. Da sie sehr wahrscheinlich bei Susanne eine Hausgeburt begleitet hat, ist zu erklären, warum sie deren Wohnungsschlüssel bei sich hatte.
Keppler verhört Dr. Wagner und dieser gibt am Ende zu, Julia Marquardt zu einem Kind verholfen zu haben. Während Julia die Schwangerschaft nur vortäuschte, hat Susanne das Kind von Peter Marquardt ausgetragen, das in der Praxis durch künstliche Befruchtung gezeugt wurde. Die Entbindung fand in Körtings Wohnung unter Beihilfe von Karin Meckel statt.
Saalfeld stellt die Marquardts zur Rede und so geben sie zu, dass sich Susanne Körting für sie als Leihmutter zur Verfügung gestellt hat. Doch obwohl sie bereits eine Anzahlung erhalten hatte, hat sie es sich dann anders überlegt und wollte das Kind behalten. Daraufhin hat Peter Marquardt Susanne das Kind weggenommen und weil sie es nicht hergeben wollte, hat er sie bei dem Streit getötet. Karin Meckel wollte zur Polizei gehen, nachdem sie von dem Mord erfuhr. So wusste er keinen anderen Ausweg und hat sie auch umgebracht.

## Hintergrund
Die Dreharbeiten zu diesem Tatort erfolgten in Leipzig und der Umgebung von Leipzig.

## Rezeption

### Einschaltquoten
Die Erstausstrahlung von Ausweglos am 6. Juli 2008 wurde in Deutschland von 7,98 Millionen Zuschauern gesehen und erreichte einen Marktanteil von 25,8 % für Das Erste.

### Kritiken
Tilmann P. Gangloff lobt bei tittelbach.tv lobt diesen Leipziger Tatort als: „sehenswert […][mit] gute[n] Wendungen, top besetzt und überzeugend inszeniert.“ Er empfindet die Geschichte als „meisterhaft undurchsichtig: Die Polizei tappt zunächst komplett im Dunkeln, setzt mehrfach auf völlig falsche Fährten und findet immer wieder bloß die halbe Wahrheit raus.[…] Wie reizvoll Pflüger seinen Krimi konstruiert hat, zeigt sich nach rund zwei Dritteln, als der Fall eine völlig andere Wendung nimmt“ als der Zuschauer vermutet.
Bei Quotenmeter.de kritisiert Fabian Riedner die Episode positiv und meint, dass sie „voll und ganz überzeugen [kann]. Nicht nur die Darsteller Simone Thomalla und Martin Wuttke sind hervorragend, sondern auch die konstruierte Geschichte, die dem Zuschauer durch nebensächliche Bemerkungen erklärt wird. Denn diese ist nicht stereotypisch, sondern hat ihre eigenen, sehr besonderen Merkmale und könnte auch von amerikanischen Autoren nicht besser getroffen sein. […] Die Figuren harmonisieren und bieten aufgrund der Vergangenheit genügend Konfliktpotenzial. [Lediglich] der Anfang der Episode [ist] nicht besonders toll geraten und auch […] die zweite Hälfte verliert deutlich an Fahrt und endet recht unspektakulär. Dennoch gehört der «Tatort» zu einer Reihe von Fernsehproduktionen, die man mit guten Gewissen anschauen kann.“
Bei Stern.de meint Kathrin Buchner: „All zu viel Spannendes bleibt leider nicht zu berichten über diesen zweiten Fall des neuen Leipziger "Tatort"-Ermittlerteams. In der Folge "Ausweglos" geht es um die Verwirklichung von Träumen und wie Menschen Grenzen überschreiten, um ihre Sehnsüchte wahr werden zu lassen, sei es Geld oder Leben. Und sich damit ins Abseits katapultieren.“ Kathrin Buchner kritisiert das Ganze als zu „verworren aufgebaut und die […] Geschichte um Leihmutterschaft und künstliche Befruchtung [sei] pathetisch, langatmig und zäh. […][Die] Verwirrung in der Erzählstruktur, die verzweifelt-lethargische Spielweise der Protagonisten trägt wenig zur Spannung bei.[…][Es fehlen] Tempo, Witz und Vorwärtsdenken.“
Die Kritiker der Fernsehzeitschrift TV Spielfilm urteilen, dass in dieser Episode „unter den privaten Problemen der Ermittler […] hier leider die Spannung“ leide. Ansonsten ist es ein „Interessanter Fall, aber etwas unrund“.